# Instytut Fizyki Uniwersytetu Rzeszowskiego
Instytut Fizyki Uniwersytetu Rzeszowskiego (IF UR) – jednostka dydaktyczno-naukowa należąca do struktur Wydziału Matematyczno-Przyrodniczego Uniwersytetu Rzeszowskiego działająca w latach 1973–2013. Powstała z przekształcenia dotychczasowej Katedry Fizyki, której początki sięgają lat 60. XX wieku. Instytut został zlikwidowany w związku z usamodzielnieniem się wchodzących w jego skład katedr. W jego skład wchodziły trzy katedry. Prowadził działalność dydaktyczną i badawczą związaną z akustyką; spektroskopią molekularną emisyjną wysokiej dyspersji, ze szczególnym uwzględnieniem widma molekuł CO, CH, NO; oddziaływaniami laserowymi w metalach i półprzewodnikach; oddziaływaniem elektron-fonon i strukturą pasmową w półprzewodnikach; defektami radiacyjnymi w tlenkach; widmem optycznym materiałów laserowych z domieszkami ziem rzadkich; nadprzewodnictwem wysokotemperaturowym (teorią); hipotezą kosmicznej cenzury w ogólnej teorii względności; właściwościami fizycznymi Układu Słonecznego; modernizacją procesu nauczania i uczenia się fizyki w szkole podstawowej i średniej. Instytut kształcił studentów na kierunkach fizyka i fizyka techniczna. W roku akademickim 2012/2013 na instytucie kształciło się 160 studentów w trybie dziennym, a także 20 słuchaczy studiów podyplomowych. W ramach Wydziałowego Studium Doktoranckiego swoje studia odbywało kilku doktorantów.
W Instytucie Fizyki zatrudnionych było 32 pracowników naukowo-dydaktycznych, w tym czterech z tytułem profesora i na stanowisku profesora zwyczajnego, siedmiu na stanowisku profesora nadzwyczajnego ze stopniem doktora habilitowanego, jeden adiunkt ze stopniem doktora habilitowanego, 19 adiunktów ze stopniem doktora oraz jeden asystent z tytułem magistra. Pracownicy naukowi instytutu zajmowali też często najważniejsze stanowiska w hierarchii uniwersyteckiej – rektorów oraz prorektorów, wielokrotnie obejmowali też funkcję dziekanów na swoim wydziale.

## Historia
W 1964 roku w ramach Punktu Konsultacyjnego krakowskiej Wyższej Szkoły Pedagogicznej w Rzeszowie rozpoczął swoją działalność Zakład Fizyki. Rok później po przekształceniu punktu konsultacyjnego w samodzielną Wyższą Szkołę Pedagogiczną stał się jej integralną częścią. W 1966 roku zakład ten został przemianowany na Katedrę Fizyki, a dwa lata później na Katedrę Fizyki Teoretycznej. W 1973 roku na jej bazie powołano do życia Instytut Fizyki. Do 2012 roku w instytucie tym działało 9 zakładów oraz 6 pracowni naukowych.
Decyzją władz uczelni w 2012 roku zniesiono dotychczasowe zakłady wchodzące w skład Instytutu Fizyki i utworzono w ich miejsce trzy katedry, które 1 listopada 2013 po likwidacji Instytutu Fizyki i bezpośrednio podlegają Wydziałowi Matematyczno-Przyrodniczemu Uniwersytetu Rzeszowskiego uzyskały samodzielność.

## Władze
- prof. dr hab. Ryszard Kępa (2001-2012) – fizyk (spektroskopia molekularna)
- prof. dr hab. Igor Tralle (2012-2013) – fizyk (fizyka ciała stałego, fizyka półprzewodników)

## Kierunki kształcenia
W Instytucie Fizyki Uniwersytetu Rzeszowskiego prowadzone są studia dzienne i zaoczne. Studia pierwszego stopnia trwają 3 lata i kończą się uzyskaniem tytułu zawodowego licencjata. Studenci mają do wyboru następujące kierunki i specjalności:
- fizyka
  - nauczanie fizyki i informatyki
  - nauczanie fizyki i matematyki
- fizyka techniczna
  - fizyczna inżynieria środowiska

Po ukończeniu studiów licencjackich ich absolwenci mogą kontynuować naukę na studiach drugiego stopnia (magisterskich uzupełniających), które trwają 2 lata i kończą się uzyskaniem dyplomu magistra. Do wyboru są poniższe kierunki i specjalności:
- fizyka
  - fizyka komputerowa
  - nauczanie fizyki
  - nauczanie fizyki i informatyki
  - fizyka dla absolwentów fizyki technicznej
- fizyka techniczna
  - fizyczna inżynieria środowiska

Poza tym w jednostce prowadzone są studia podyplomowe zakresu nauczania fizyki oraz technologii informacyjnej w nauczaniu a także studia trzeciego stopnia, kończące się uzyskaniem stopnia naukowego doktora nauk fizycznych w zakresie fizyki.